# Экспресс МД1
Экспресс-МД1 — первый малый российский спутник связи в спутниковой группировке ГПКС. Создан ГКНПЦ им. Хруничева на основе той же платформы (Яхта), что и казахстанский спутник KazSat-1, но с большим количеством доработок. Итальянское подразделение франко-итальянской компании Thales Alenia Space поставило модуль полезной нагрузки.
С 4 июля 2013 года спутник находится в аварийном состоянии и передача сигналов через него не ведётся.
В августе 2013 года спутник уведен на орбиту захоронения.

## Миссия
Спутник предназначался для решения задач подвижной президентской и правительственной связи, для предоставления услуг цифрового телерадиовещания, а также доступа к сети Интернет, передачи данных, видеоконференцсвязи. В зону его охвата попадала вся Россия от Урала и восточнее, а также страны Центральной Азии. Экспресс МД1 был создан в рамках Программы обновления российской государственной спутниковой орбитальной группировки гражданского назначения и Федеральной космической программы России (ФКП) на период 2006—2015 годы, утвержденной постановлением Правительства РФ № 635 от 22.10.2005 (.doc). Архивировано из оригинала 28 января 2007 года. .

## Страховка и стоимость
Запуск и первый год эксплуатации на орбите МД1 был застрахован двумя страховыми компаниями: «Ингосстрах» (70 % суммы) и «Согаз» (30 %). При расчете страховой премии «Ингосстрах» исходил из стоимости спутника 1,1 млрд рублей. Эксперты оценивают суммарные затраты на производство и вывод в космос МД1 вместе с АМ44 в $100 млн (в данном случае, пуск оплатил федеральный бюджет, так как выведенные спутники прописаны в Федеральной космической программе). Иными словами, полная стоимость производства и запуска «Экспрессов» АМ44 и МД1 превышает $200 млн.
По прошествии одного года с момента начала эксплуатации новых спутников мы присоединим их к орбитальной группировке ГПКС, которая также застрахована. Конечно, страховая премия по мере увеличения группировки тоже постепенно растет.Александр Подчуфаров

## Орбитальная позиция
Расчётная точка стояния — 80° восточной долготы вместе с Экспресс АМ2.

## История
- 11 февраля 2009 года — вывод на орбиту.[1]
- 13 мая 2009 года — начало эксплуатации.[6]
- 21 августа 2013 года - выведен из эксплуатации, начата процедура увода спутника на орбиту захоронения [7]

### Авария 4 июля 2013 года
4 июля 2013 года в 13:37 МСК на спутнике произошёл сбой в пространственной ориентации. Это привело к нарушению трансляции программ Первого канала, «России-1», «Культуры», «Пятого канала» и «Карусели» в Центрально-Европейской части России и в Уральском регионе (117 млн потенциальных телезрителей). Контакт с КА Экспресс-МД1 был потерян, быстро восстановить работу спутника не удалось. Поэтому, сразу после аварии была задействована система экстренного переключения, и трансляция телеканалов пошла по резервными системам. Тем не менее, произошёл сбой вещания центральных каналов. В крупных городах пауза в приеме Первого канала и «России-1» не превысила нескольких секунд, за их пределами продолжалась в течение часа. Прием «Пятого канала» после сбоя был возможен только лишь на 75 % обслуживаемой территории.
Из-за серьёзности аварии на КА Экспресс-МД1, были рассмотрены варианты перевода всех каналов на КА «Экспресс АМ33» и спутники «Ямал-201» и «Ямал-300». В течение нескольких дней после аварии были проведены дополнительные испытания альтернативных схем для обеспечения восстановления вещания, в особенности для 6 млн человек, оставшихся вне зоны покрытия. В результате было принято решение об использовании ресурса спутника «Ямал-202». Для 90 % населения вещание должно быть восстановлено в течение двух дней. В полном объеме вещание должно быть восстановлено в течение двух недель после принятия решения, из-за необходимости вручную переориентировать антенны на более чем 1000 объектах ФГУП «Российская телевизионная и радиовещательная сеть» в труднодоступных районах. Такая схема будет использоваться до запуска новых спутников ФГУП «Космическая Связь» «Экспресс АМ5», «Экспресс АМ6», «Экспресс-АТ1» и «Экспресс-АТ2».